# Semplak Barat
Semplak Barat is een bestuurslaag in het regentschap Bogor van de provincie West-Java, Indonesië. Semplak Barat telt 7545 inwoners (volkstelling 2010).